# 小行星3509
小行星3509，又称为三水星，是由紫金山天文台在1978年10月28日发现的主带小行星。
1994年8月28日，小行星3509以佛山三水市（现佛山市三水区）命名。